# 大田亜侑
大田 亜侑（おおた あゆ、1960年 -　）は、英語の翻訳家。花押作家。産土開運カウンセラー。著書：『今日からはじめる幸せ習慣』（2019年）、『幸せはこぶ開運歳時記』(2023年）、『波動を上げれば運が良くなる カンタン開運術60』(2023年)。2012年より潜在意識のブロック解除セッションを開始。2016年に世界初の神応易カードのためのオリジナル花押制作。現在は産土神社鑑定やマインドブロック解除のほか、魂の望むままに生きたい人のための心のトレーニング、幸トレ（さちとれ）®を開発、指導。次世代型エネルギーマスター養成講座を終え、フォースエネルギーを使って活動している。

## 経歴
東京都生まれ。東京芸術大学音楽学部楽理科卒。
英語のミステリー、児童文学、パッチワーク関連本、雑誌記事などを翻訳する。
キルト作家、American Quilter's Society会員。
産土開運カウンセラー。元マインドブロックバスター・文京校主宰インストラクター(2014-2016)。ホームページ制作スタジオ、リンク・クリーションズ主宰。
2017年、世界初の神応易カードのためのオリジナル花押制作。
魂の望むままに生きたい人のための心のトレーニング、幸トレ（さちとれ）®を開発、指導。
2019年、『今日からはじめる幸せ習慣』を自由国民社より刊行。
2021年より、webマガジン・作家たちの集う電脳書斎 ”デジタルデン" にて、「しなやかに生きるための開運幸せレッスン ～運気の上げ方お教えします」を連載。
2023年には『幸せはこぶ開運歳時記』『波動を上げれば運が良くなる カンタン開運術60』を出版。アマゾンの2部門でランキング1位になるなど好評を博す。
父は元大蔵官僚の大田満男。

## 翻訳
- ルース・レンデル「黄色い百合」『ウーマン・オブ・ミステリー』に収録　扶桑社　1992
- ルース・レンデル「フィーバー・ツリー」『スカーレット・レター』に収録　扶桑社　1993
- ルース・レンデル「桜の木農場」『ウーマン・オブ・ミステリー2』に収録　扶桑社　1994
- ケン・ウェバー「ツタンカーメン以来の大発見?!」『続5分間ミステリー』に収録　扶桑社　1995
- ケン・ウェバー「スクタリからの報告書」『続5分間ミステリー』に収録　扶桑社　1995
- 嶺井壽美子　『Foundation-Pieced Double Wedding Ring Quilts』　American Quilters Society  2012

## 翻訳/編集協力
- パッチワーク通信社　 隔月刊『パッチワーク通信』　1986〜2015
- デアゴスティーニ・ジャパン　　隔週刊『パッチワーク』　2011〜2014
- デアゴスティーニ・ジャパン　　週刊『赤毛のアンの家』　2011〜2013
- 読売情報開発　季刊『よみうりキルト時間』 2016～2021
- キルトプラン　季刊『キルトダイアリー』2021～2024
- パッチワーク通信社 『パッチワーク・キルト大事典』　1998
- パッチワーク通信社 『赤毛のアンの手作りブック』　2002
- 主婦と生活社『サンボンネットスーの12ヶ月』　2002
- 主婦と生活社『赤い刺しゅう、青い刺しゅう』　2004
- キルトプラン『バースデーパターンブック　365』2021
- "Changing Seasons" (E.P. Dutton, USA) 　1992
- "Quilter's Newsletter Magazine" (USA) 1990〜2015
- "Quilter's Life" (USA) 2010
- "Down Under Quilts" (Australia) 1990〜2015

## 翻訳/通訳
- インターナショナル・キルトウイーク横浜　1995〜2015（毎年開催）
- キルト時間フェスティバル　2018～2019（毎年開催）
- アメリカキルト協会（AQS)のキルトウイーク（パドゥカ）にて通訳 2014
- Island Quilts 2000 海外キルト講師ワークショップおよびレクチャー(ディードラ・アムスデン、ジニー・エックリー、ハリ・ウォーナー、ヴァレリー・ハーダー、スカーレット・ローズほか）の通訳　1990〜2000

## メールマガジン
- 「辞書にない用語も解説♪　すぐに役立つキルターのための英語」2004〜2015
- 「宇宙に愛されて開運＆幸せ！」2014～